# Municipio Roma VI (2001-2013)
Municipio Roma VI, già "Circoscrizione VI", è stata la denominazione della sesta suddivisione amministrativa di Roma Capitale, situata ad est del centro storico.
Con la delibera n.11 dell'11 marzo 2013, l'Assemblea Capitolina lo accorpa con l'ex Municipio Roma VII ed istituisce il nuovo Municipio Roma V.

## Geografia fisica

### Territorio
Il suo territorio era suddiviso in quattro Zone Urbanistiche e la sua popolazione così distribuita:
| M. Roma VI (Prenestino) |         |
| 6a Torpignattara        | 47.695  |
| 6b Casilino             | 11.168  |
| 6c Quadraro             | 21.104  |
| 6d Gordiani             | 42.927  |
| Non Localizzati         | 67      |
| Totale                  | 122.961 |

Il territorio si estendeva sui seguenti quartieri:
- Q. VI Tiburtino
- Q. VII Prenestino-Labicano

- Q. VIII Tuscolano
- Q. XXII Collatino

Sulle seguenti borgate:
- Pigneto

- Gordiani

## Presidenti del Municipio
| Periodo | Periodo | Presidente         | Partito             | Carica     | Note |
| ------- | ------- | ------------------ | ------------------- | ---------- | ---- |
| 2006    | 2008    | Teodoro Giannini   | Partito Democratico | Presidente |      |
| 2008    | 2013    | Giammarco Palmieri | Partito Democratico | Presidente |      |